# Muscisaxicola albifrons
A Muscisaxicola albifrons a madarak (Aves) osztályának verébalakúak (Passeriformes) rendjébe és a királygébicsfélék (Tyrannidae) családjába tartozó faj.

## Rendszerezése
A fajt Johann Jakob von Tschudi svájci diplomata, természettudós és ornitológus írta le 1844-ben, a Ptyonura nembe Ptyonura albifrons néven.

## Előfordulása
Dél-Amerikában, az Andokban, Argentína, Bolívia, Chile és Peru területén honos. Természetes élőhelyei a szubtrópusi és trópusi magaslati gyepek, lápok és mocsarak környékén, sziklás környezetben. Állandó, nem vonuló faj.

## Megjelenése
Testhossza 15 centiméter.

## Természetvédelmi helyzete
Az elterjedési területe nagyon nagy, egyedszáma pedig stabil. A Természetvédelmi Világszövetség Vörös listáján nem fenyegetett fajként szerepel.